# Amarillita
La amarillita és un mineral de la classe dels sulfats. Rep el seu nom del lloc on va ser descoberta, a Tierra Amarilla, Xile.

## Característiques
La amarillita és un sulfat de fórmula química NaFe³⁺(SO₄)₂(H₂O)₆. Cristal·litza en el sistema monoclínic. Es troba en cristalls equants facetats complexament, tabulars i gruixos, poques vegades prismàtics paral·lels a [001], amb les formes comunes {001}, {100}, {110}, {101} i {111}. Es troba també com agrupacions individuals paral·leles, de fins a 2 mil·límetres. La seva duresa a l'escala de Mohs es troba entre 2,5 i 3.
Segons la classificació de Nickel-Strunz, l'amarillita pertany a «07.C - Sulfats (selenats, etc.) sense anions addicionals, amb H₂O, amb cations de mida mitjana i grans» juntament amb els següents minerals: krausita, tamarugita, kalinita, mendozita, lonecreekita, alum-(K), alum-(Na), tschermigita, lanmuchangita, voltaïta, zincovoltaïta, pertlikita, amoniomagnesiovoltaïta, kröhnkita, ferrinatrita, goldichita, löweïta, blödita, niquelblödita, changoïta, zincblödita, leonita, mereiterita, boussingaultita, cianocroïta, mohrita, niquelboussingaultita, picromerita, polihalita, leightonita, konyaïta i wattevil·lita.

## Formació i jaciments
Es forma a les zones d'oxidació dels dipòsits de sulfurs. Sol trobar-se associada a altres minerals com la coquimbita i altres sulfats. Va ser descoberta l'any 1933 a Tierra Amarilla, a la província de Copiapó, a la regió d'Atacama (Xile). També ha estat descrita a una altra localitat xilena, a Cerros Pintados (Regió de Tarapacá), i a la Xina, a la mina Xitieshan (Qinghai).